# معركة باريس (1814)

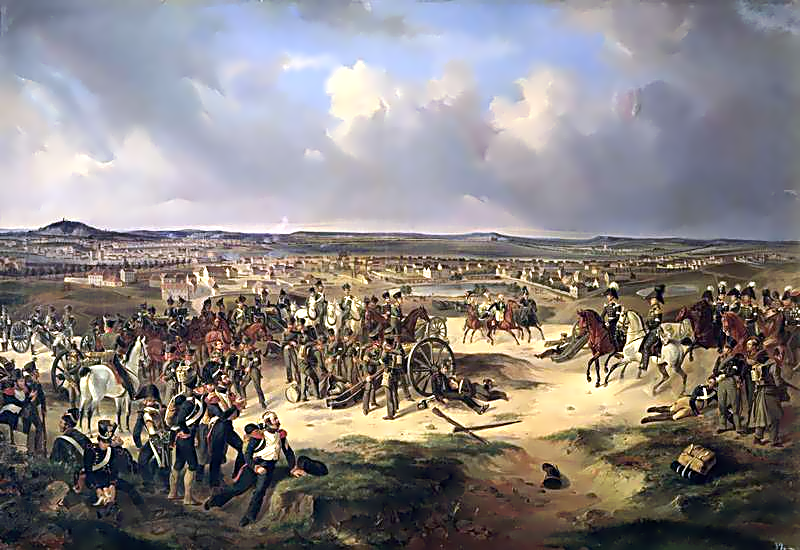
معركة باريس، 1814

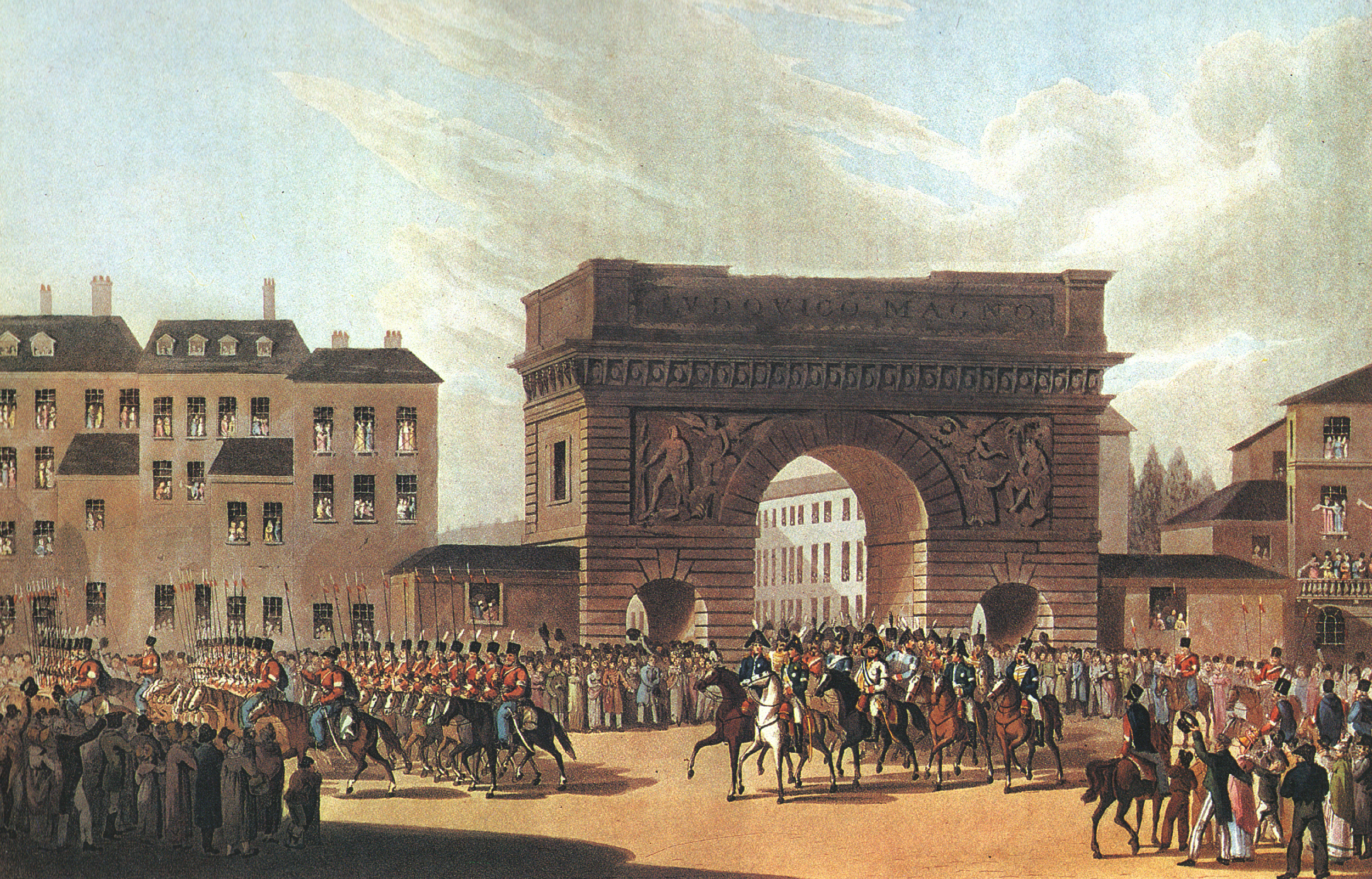
الجيش الروسي يدخل باريس

معركة باريس  (30 مارس 1814-31 مارس 1814) هي معركة حدثت بين قواة التحالف السادس المكون من روسيا، النمسا، بروسيا، وبين الإمبراطورية الفرنسية. بعد يوم من القتال في ضواحي باريس استسلم الفرنسيون في 31 مارس منهين بذلك حرب التحالف السادس، واجبرو الإمبراطور نابليون على التنازل عن العرش والذهاب إلى المنفى.

## أنظر أيضًا
- حرب التحالف السادس
- الحروب النابليونية
- الإمبراطورية الفرنسية الأولى